# Gasturbine
En gasturbine eller forbrændingsturbine er en transducer og forbrændingsmotor med kontinuerlig forbrænding.
Gasturbinen består af tre dele:
- Gaskompressor
- Forbrændingskammer
- Turbine

Et lukket gasturbinesystem kan give større gasturbineydelser. Her benyttes trykluft, eller en anden egnet gas under tryk. Gassen opvarmes og afkøles i en lukket proces. Maskiner af denne type kan yde op til 1000 MW. Variation af gastrykket i systemet giver gode reguleringsmuligheder (trykket sænkes ved lavere belastning). Det lukkede gasturbinesystem er velegnet til højtemperatur gaskølede atomreaktorer.
Effekten og den termiske virkningsgrad af gasturbinen er afhængig af hvor høj temperatur arbejdsmediet (gassen) kan have. Men temperaturen kan ikke vælges højere end det turbinehjulet tåler og udviklingen har derfor været afhængig af materialeteknologien. Dagens højtemperaturlegeringer muliggør temperaturer på 850-900 °C i industri-gasturbiner og betydelig højere temperaturer i jetmotorer. Med luft-, damp- eller vandkølede skovle kan man tillade temperaturer op til 1150-1200 °C. Dette forudsætter, at brændstoffet er gas; for eksempel naturgas.

## Virkemåde
Gaskompressor og turbine er forbundet med en aksel. Brændstoffet tilføres i forbrændingskammeret og blandes med luft under tryk fra gaskompressoren. Den varme røggas, som har højt tryk, føres forbi turbinebladene og driver både turbinen og gaskompressoren. I flymaskiner supplerer også gasturbinen elektrisk kraft, hydraulisk kraft og lufttilførsel.

## Turbinetyper
Det er fire forskellige gasturbiner i brug. Afhængig af anvendelsen, benyttes disse forskellige gasturbiner til hvert sit formål:
- I flyindustrien anvendes hovedsageligt turbofan turbiner, fordi disse er mest effektive i forhold til de store masser, som skal accelereres.
- Til mindre formål i flyindustrien som fx propelfly, benyttes turboprop turbiner.
- Turbojet turbiner anvendes ikke så meget mere fordi deres effektivitet, levetid og masse er ulemper.
- Den mindste turbine som kaldes for Auxilary Power Unit, forkortet APU, er den mest anvendte turbine på platforme.

## Historie
Jens William Ægidius Elling gennemførte verdens første, vellykkede test af sin egenkonstruerede gasturbine på værkstedet i Kristiania i en lille halvtime om formiddagen den 27. juni 1903.
Men Elling var for tidligt ude, materialeteknologien var ikke kommet langt nok til at turbinen kunne kommercieliseres. Behovet for anvendelser var heller ikke så stort. Det skulle gå tre årtier før sir Frank Whittle videreudviklede gasturbinen og opfandt jetmotoren, mens den første industrialiserede gasturbine kom så sent som i 1939. Ellings turbine, som han patenterede, var en aksial type. Den første radialturbine blev patenteret af en tysk konstruktør i 1940'erne.
I sin aller første gasturbine anvendte Elling ulegerede støbestål i turbineskiven. Allerede da anvendte han vanddamp for at afkøle gasstrømmen, en metode som er almindelig i turbineaggregater i dag. Temperaturen på Ellings turbineblader kom derfor aldrig over 500 grader celsius. I dag er temperaturene på gasstrømmene i gasturbiner og jetmotorer op imod 800 grader celsius.
Dokumenterne fra forsøgene viser at Ellings turbine gav et netto overskud ved 17.000 o/min på 11 hk. Turbinehjulet var kun 27 centimeter i diameter.
Ideen om gasturbiner er gammel. De ældste optegnelser på en maskine, som drives af en gasstrøm, stammer fra begyndelsen af 1700-tallet, og i 1791 indleverede englænderen John Barber den første patentansøgning på en gasturbine. Turbinen forblev en teori i lang tid. Op gennem 1800-tallet og langt ind i 1900-tallet (længe efter Elling) gjorde mange konstruktører en række mislykkede forsøg på at konstruere et aggregat, som producerede mere kraft end hvad kompressoren brugte.
I 1924 patenterede Elling en ny genistreg: En flertrinsgaskompressor med dampafkøling mellem trinnene. Dette princip er i dag almindeligt i de fleste turbineaggregater.
Sir Frank Whittle, som opfandt jetmotoren som viderebyggede på gasturbinen, skal have hædret Elling på sin måde, hvor han anerkender Ægidius Elling som gasturbinens "far".